# Sävsjön (Svenarums socken, Småland)
Sävsjön är en sjö i Vaggeryds kommun i Småland och ingår i Lagans huvudavrinningsområde. Sjön har en area på 0,208 kvadratkilometer och ligger 197,1 meter över havet. Sjön avvattnas av vattendraget Kinnebrobäcken.

## Delavrinningsområde
Sävsjön ingår i det delavrinningsområde (636780-141138) som SMHI kallar för Mynnar i Lagan. Medelhöjden är 225 meter över havet och ytan är 10,49 kvadratkilometer. Det finns inga delavrinningsområden uppströms utan avrinningsområdet är högsta punkten. Kinnebrobäcken som avvattnar avrinningsområdet har biflödesordning 2, vilket innebär att vattnet flödar genom totalt 2 vattendrag innan det når havet efter 202 kilometer. Delavrinningsområdet består mestadels av skog (76 %). Avrinningsområdet har 0,28 kvadratkilometer vattenytor vilket ger det en sjöprocent på 2,7 %.